# ببغاء بوركي
ببغاء بوركى (باللاتينية: Neopsephotus bourkii) (بالإنجليزية: Yellow-crowned parakeet) أو (بالإنجليزية: Bourke's parakeet) ، هو نوع ينتمي إلى بستاكوليداي (فصيلة: Psittaculidae) .